# Cichowo (Grande-Pologne)
Pour les articles homonymes, voir Cichowo.
Cichowo (prononciation : [t͡ɕiˈxɔvɔ]) est un village polonais de la gmina de Krzywiń dans le powiat de Kościan de la voïvodie de Grande-Pologne dans le centre-ouest de la Pologne.
Il se situe à environ 12 kilomètres à l'est de Krzywiń (siège de la gmina), à 25 kilomètres au sud-est de Kościan (siège du powiat) et à 46 kilomètres au sud de Poznań (capitale régionale).
Le village possédait une population de 94 habitants en 2007.

## Histoire
De 1975 à 1998, le village faisait partie du territoire de la voïvodie de Leszno.

Depuis 1999, Cichowo est situé dans la voïvodie de Grande-Pologne.